# Blasco de Garay

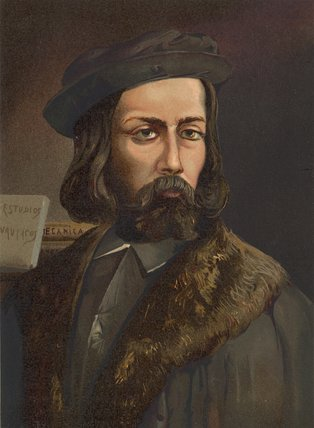
Blasco de Garay, presumível primeiro inventor de um barco a vapor, que navegou em Barcelona, em 1543.

Blasco de Garay (1500 - 1552), navegador e inventor espanhol, foi capitão da Armada Espanhola durante o reinado de Carlos V. 
No Arquivo Geral de Simancas foi encontrada documentação que lhe atribui a invenção do barco a vapor em 1543, ou pelo menos do uso de máquinas de vapor na navegação.

## Resumo
A forma do nome do seu irmão "Diego de Alarcón", mencionada em seu memorial, sugere uma origem castelhana.
O Imperador Carlos I aprovou (em 22 de março de 1539) os projectos de Garay, outorgando que se começasse a financiar, enviando-o aos estaleiros do Porto de Málaga, e atribuindo-lhe provedores. As máquinas de Garay estariam destinadas a equipar os navios de guerra de baixo e alto bordo (galés e naus) da Armada Imperial Espanhola.
Em 1825, no Arquivo de Simancas, redescobre-se um registo da invenção e demonstração pública em Barcelona, que os espanhóis viram como autêntico, mas que os franceses recusaram aceitar. 
A atribuição da invenção do primeiro barco a vapor é normalmente dada a Robert Fulton, mais de 250 anos depois.

## Notícia portuguesa sobre a invenção de Garay
Consta da publicação Archivo popular (volume 2, página 411), num artigo chamado "Antiguidade das máquinas de vapor", o seguinte:
No ano de 1543, um oficial da marinha, chamado Blasco de Garay, ofereceu-se a mostrar ao imperador Carlos V uma máquina, por meio da qual se faria andar um navio sem a ajuda de velas ou remos. Não obstante que a proposta se julgasse ridícula, o homem mostrava-se tão certo do que afirmava, que o imperador nomeou uma comissão para examinar, e dar conta do resultado da experiência. Com efeito teve ela lugar em 17 de Junho de 1543, em um navio chamado a Trinidad, do lote de duzentas toneladas, o qual pouco antes havia chegado de Colibre com uma carga de trigo.
O navio, diz o escriptor, foi visto, no dia aprazado, andar rapidamente, e virar em todos os bordos, segundo se quería, sem ser impelido por velas ou remos, e mesmo sem que se lhe percebesse mecanismo algum, à excepção de uma enorme caldeira com água a ferver, e um certo jogo de rodas e pás.
A multidão que se achava presente rompeu em gritos de admiração , e o porto de Barcelona ressoou com os seus aplausos. Os comissários do governo participaram do entusiasmo geral, e deram conta favorável ao imperador, excepto um deles, o tesoureiro Ravago. Este homem, por algum motivo que se ignora, declarou-se contra o inventor e a sua máquina: fez toda a diligência por a desacreditar, dizendo entre outras cousas que a invenção não oferecia vantagem alguma, pois que apenas podia fazer andar uma embarcação duas léguas no espaço de quatro horas; que a máquina era dispendiosa, e complicada, e finalmente que apresentava o grande e frequente perigo de arrebentar a caldeira. Acabada a experiência, Garay retírou o seu maquinismo, entregando no arsenal o que aí se fizera, levou o resto para sua casa.
Apesar das invejosas observações de Ravago, Garay foi aplaudido pelo seu invento. O imperador o protegeu, promoveu-o ao posto imediato, e lhe mandou dar duzentos mil maravis; ordenando mais que o tesoureiro invejoso pagasse todas as despesas da experiência. Mas Carlos V achava-se então muí ocupado com suas expedições militares, e tratando só de devastar a humanidade deixou desaproveitado o novo invento que a podia beneficiar; inventor e invenção ficaram no esquecimento; e a honra que Barcelona poderia ter recebido do aperfeiçoamento desta tão útil descoberta, ficou reservada para uma cidade, que ainda então não havia entrado na carreira da existência.

## A ideia principal

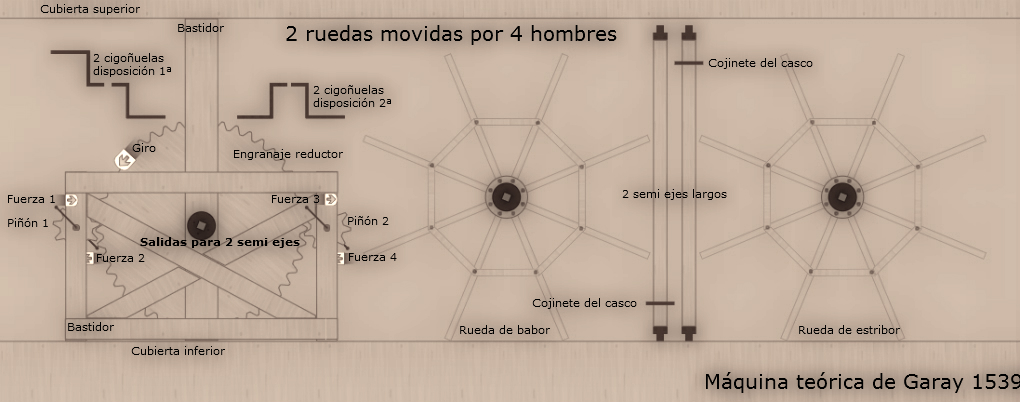
Esquema teórico da máquina de Garay.

A mais relevante das ideias contidas na Memória de Blasco de Garay, e a que lhe outorgou maior notoriedade, alguma fortuna e notável promoção pessoal e pública, foi a invenção de uma máquina de rodas motrizes susceptível de ser empregue como motor naval.
Garay prognosticava que estas rodas seriam capazes de deslocar diferentes tonelagens, salvo em casos de tormenta ou de mar bravo.

### Cronologia das experiências
Houve prévia consulta do Conselho, onde passou o memorial de Blasco, em 22 de março de 1539, e após os trâmites, relatórios e instruções de rigor em casos tais, fez Garay um total de cinco experiências em Málaga e uma demonstração em Barcelona: 
Cronologia das experiências em Málaga
1. No porto de Málaga no dia 4 de outubro de 1539.[3] Sobre uma nau de 250 tonéis.[4]
2. Num dia incerto de 1540. Numa nau de 100 tonéis.[5]
3. No dia 2 de julho de 1540. Numa nau média de 100? tonéis.
4. Num dia de junho de 1542.[6]
5. No dia 11 de julho de 1542.

Cronologia da exibição em Barcelona
1. No porto de Barcelona no dia 17 de junho de 1543. Sobre a Trinidad, que era nau de 200 tonéis procedente do porto de Colliure. Ao não assistir Carlos V, este e o Príncipe Felipe, (seu filho) comissionaram a:
  - D. Enrique de Toledo y Ayala (Tesoureiro Geral da Coroa de Aragão etc.),
  - D. Pedro de Cardona (Governador de Barcelona etc.),
  - D. Francisco de Gralla (Mestre Racional de Cataluña etc.)
  - D. Alonso de Rávago (Chefe desta comissão, Tesoreiro da Fazenda Real e de todas as Armadas do Império etc.),
  - ... entre outros.

## A controversa "prova" danavegação a vapor
A atribuição da prova de máquina de vapor é de 1825, e surgiu da comunicação do director do Arquivo de Simancas, Tomás González Hernández, ao ilustre historiador Martín Fernández de Navarrete afirmando-lhe que nesse arquivo havia documentação que provava a navegação realizada em 17 de julho de 1543 pelo Capitão de Mar da armada de Carlos V, com um sistema de navegação sem velas nem remos, que continha uma grande caldeira de água fervendo.
O facto de que não se encontrassem documentos concordantes, nem planos ou desenhos, deu lugar a uma polémica entre eruditos franceses e espanhóis. O tema adquiriu tanta popularidade e controvérsia que Honoré Balzac escreveu uma obra de teatro, uma comédia de cinco actos, com o tema como argumento, intitulada Les Ressources de Quinola (estreada em Paris a 19 de março de 1842), e na qual se daria a razão à tese espanhola. 

## Outras actividades de Garay
Também colabora com Diego de Salazar e com Diego López de Ayala na tradução da Arcadia de Jacopo Sannazaro em 1549.